# San Juan Atzompa
San Juan Atzompa là một đô thị thuộc bang Puebla, México. Năm 2005, dân số của đô thị này là 765 người.